# Xian autonome hui et tu de Minhe
Le xian autonome hui et tu de Minhe (民和回族土族自治县 ; pinyin : Mínhé huízú tǔzú Zìzhìxiàn) est un district administratif de la province du Qinghai en Chine. Il est placé sous la juridiction de la préfecture de Haidong.

## Histoire
Le district a beaucoup souffert de la Grande famine provoquée par le Grand Bond en avant (1958-1961) : selon l'universitaire chinois Yang Jisheng, presque 35 000 personnes sont mortes entre 1958 et 1960, soit 25 % de la population. Trente-trois cas de cannibalisme ont été constatés.

## Démographie
La population du district était de 366 163 habitants en 1999.
La population des principales villes était en 2000 :
- Chuankou 59 461 habitants ;
- Guanting 14 249 habitants ;
- Gushan 13 563 habitants ;
- Bazhou 12 859 habitants.